# Antoine Soulheirac
Antoine Soulheirac, ou Soulérac, né le 18 août 1743 à Carcassonne (Aude), mort le 14 décembre 1799 à Nice (Alpes-Maritimes), est un général de brigade de la Révolution française.

## États de service
Il entre en service le 22 janvier 1759, comme soldat au régiment de Flandre-infanterie, et il fait la guerre de Sept Ans en Allemagne de 1759 à 1762. Il est blessé lors du siège de Cassel en octobre 1762. Il est nommé caporal le 16 septembre 1763, sergent le 11 mai 1764, fourrier le 1er mars 1770, et adjudant au 3e régiment provincial d’état-major le 1er mars 1777.
Il devient lieutenant en second le 20 mars 1782, lieutenant invalide le 14 mai 1789, et capitaine dans la légion des Pyrénées le 16 septembre 1792. Chef de bataillon le 6 août 1793, et chef de brigade provisoire le 10 septembre 1793, à l’armée des Pyrénées orientales, il se distingue le 17 septembre 1793, à la bataille de Peyrestortes.
Il est promu général de brigade provisoire le 11 octobre 1793, et il est suspendu de ses fonctions le 23 décembre suivant. Arrêté le 11 janvier 1794, sur ordre des représentants du peuple Milhaud et Soubrany, il est condamné par un tribunal militaire de Perpignan, à un mois de prison et rétrogradé au rang de caporal le 28 janvier 1794. Il est admis à la retraite le 19 octobre 1794.
Le 13 juin 1795, il est remis en activité et il est confirmé dans son grade de général de brigade par le Comité de sûreté générale. Le 1er janvier 1796, il est envoyé à l’armée des côtes de l’Océan, et le 16 mai 1796, il commande le district de Pont-l'Évêque. Il est mis en non activité le 22 septembre 1796.
Il reprend du service le 21 février 1799, comme commandant du département de Vaucluse, et le 4 août 1799 il passe à l’armée d’Italie, où il assume la présidence du comité de révision des recrues à Nice.
Il meurt le 14 décembre 1799, dans cette ville.